# Човекът, който не можеше повече да мълчи
„Човекът, който не можеше повече да мълчи“ (на хърватски: Covjek koji nije mogao sutjeti) е късометражен игрален драматичен филм на хърватския режисьор и сценарист Небойша Слиепчевич, копродукция между Хърватия, Франция, България и Словения.
Премиерата му се състои на 24 май 2024 г. на филмовия фестивал в Кан, където печели наградата „Златна палма“ за най-добър късометражен филм.
На 7 декември 2024 г. получава наградата за най-добър късометражен филм на 37-ите Европейски филмови награди, чиято церемония се състои в Люцерн, Швейцария. Номиниран е в същата категория и за 97-ите награди на Американската филмова академия, ставайки първият хърватски филм, който се нарежда сред претендентите за „Оскар“ в тази категория, и първият хърватски филм като цяло, който получава номинация за „Оскар“ след обявяването на независимостта на Хърватия.
Включен е в програмата на „Киномания 2024“, а след прожекцията му в Дома на киното и във филмотечно кино „Одеон“ в София на 16 и 17 ноември 2024 г. се състоят срещи с екипа на филма.
Продуцент от българска страна е компанията Contrast Films на Катя Тричкова („Уроците на Блага“, „Посоки“, „Съдилището“).

## Сюжет
Сюжетът на филма се основава на действителен случай от 1993 г. и се развива в пътническия влак от Белград за Бар, спрян от четници на паравоенните сили „Бели орли“ в Стрипчи, Босна и Херцеговина. Свалени от влака, за да бъдат изтезавани и разстреляни, са 18 мюсюлмани и 1 хърватин – пенсионираният офицер Томо Бузов. Той е единственият пътник във влака, който не е бошняк.
Главните роли в „Човекът, който не можеше повече да мълчи“ изпълняват Драган Миканович (Томо), Горан Богдан (Драган), Силвио Мумелаш (Милан), Алексис Маненти (четникът от „Белите орли“).

## Музика
През слушалките на уокмена на една от пътничките приглушено се чува песента Soba 23 на хърватската синтпоп група Denis & Denis.

## Награди и номинации
| Година | Събитие                                                 | Награда                                        | Категория                                      |
| ------ | ------------------------------------------------------- | ---------------------------------------------- | ---------------------------------------------- |
| 2024   | Фестивал в Кан                                          | „Златна палма“                                 | Късометражен филм                              |
| 2024   | Мелбърнски международен филмов фестивал                 | Гран при на Мелбърн                            | Късометражен филм                              |
| 2024   | Международен филмов фестивал AsterFest                  | Aco Aleksov                                    | Късометражен филм                              |
| 2024   | FeKK – Люблянски фестивал на късометражения филм        | Специално признание                            | Специално признание                            |
| 2024   | Фестивал на словенския филм в Порторож                  | Специално признание за операторско майсторство | Специално признание за операторско майсторство |
| 2024   | Филмов фестивал в Сулмона                               | Ex Aequo                                       | Късометражен филм                              |
| 2024   | Евро-балкански филмов фестивал                          | Евро-балкански филмов фестивал                 | Късометражен филм                              |
| 2024   | Букурещки фестивал на късометражното кино               |                                                | Късометражен филм                              |
| 2024   | Дни на хърватския филм                                  | Най-добър сценарий                             | Най-добър сценарий                             |
| 2024   | Дни на хърватския филм                                  | Награда за етика и права на човека             |                                                |
| 2024   | Дни на хърватския филм                                  | Ex Aequo                                       | Най-добър актьор                               |
| 2024   | Международен фестивал на късометражния филм „Уинтъртур“ | Награда на публиката                           | Награда на публиката                           |
| 2024   | Европейска филмова академия                             | Prix Vimeo                                     | Европейски късометражен филм                   |
| 2025   | 97. награди на Американската филмова академия           | Номинация                                      | Късометражен игрален филм                      |
| 2025   | „Сезар“                                                 | Номинация                                      | Късометражен игрален филм филм                 |